# ラルフ・ネヴィル (初代ウェストモーランド伯)
初代ウェストモーランド伯ラルフ・ドゥ・ネヴィル（Ralph de Neville, 1st Earl of Westmorland, KG, 1364年頃 - 1425年10月21日）は、14世紀後期から15世紀前期のイングランドの貴族である。父はネヴィル・ドゥ・レビィ男爵ジョン・ドゥ・ネヴィル、母はパーシー男爵ヘンリー・ド・パーシーの娘モード・パーシー。ホットスパーは父方では従弟、母方では従甥に当たる。ヨーク朝の2代のイングランド王エドワード4世、リチャード3世は外孫にあたる。

## 生涯
イングランドのダラムのレビー城で生まれた。1388年、父の後を継いでネヴィル・ドゥ・レビー男爵になり、1397年にリチャード2世の命令で訴追派貴族の裁判に関わり、同年にウェストモーランド伯に叙爵された。1402年にはヨーク公エドマンド・オブ・ラングリーの死によって空席のできていたガーター騎士団の一員になった。
1399年にリチャード2世の従弟のヘンリー・ボリングブルック（後のヘンリー4世）がクーデターを起こした時はボリングブルックに寝返った。以降はヘンリー4世に仕え、義理の叔父のノーサンバランド伯ヘンリー・パーシー・ホットスパー父子の反乱には与せず、1405年のヨーク大司教リチャード・スクループとトマス・モウブレー（婿の1人・ノーフォーク公ジョン・モウブレーの兄）の反乱を鎮圧した。1415年7月ではイングランドに残り、ノーサンバーランドでスコットランド軍と戦っている。
1417年にヨーク公リチャードの後見人となり、1424年に娘のセシリー・ネヴィルと婚約させたが翌年に死去。長男のジョン・ネヴィルに先立たれていたため、ウェストモーランド伯位は孫のラルフ・ネヴィルが継承した。また、別の息子リチャード・ネヴィルは遺産相続と姻戚関係からソールズベリー伯となりネヴィル家は繁栄を迎えた。

## 家族
最初の妻マーガレット・スタフォード（第2代スタッフォード伯ヒュー・スタフォードとフィリッパ・ビーチャムの娘）とは1382年に結婚した。1396年11月29日に2番目の妻ジョーン・ボーフォート（ジョン・オブ・ゴーントとキャサリン・スウィンフォードの娘・ヘンリー4世の異母妹）と結婚した。彼女の父方の祖父母はイングランド国王エドワード3世と王妃フィリッパ・オブ・エノーであった。
マーガレット・スタフォードとの間に9人の子供がいた。
- モード・ネヴィル（? - 1438年10月） - モーレィ男爵ピエール・ドゥ・モーレィと結婚した。
- アリス・ネヴィル - 最初サー・トマス・グレイと結婚し、次にサー・ギルバート・ランカスターと結婚した。
- フィリッパ・ネヴィル - ダクレ男爵トーマス・ダクレと結婚した。
- ジョン・ネヴィル（1387年頃 - 1420年） - ネヴィル卿、ケント伯トマス・ホランドの娘エリザベス・ホランドと結婚。第2代ウェストモーランド伯ラルフ・ネヴィル（英語版）、ネヴィル・ドゥ・レビィ男爵ジョン・ネヴィルの父。
- ラルフ・ネヴィル（? - 1458年2月25日） - メアリー・フェラーズ（サー・ロバート・フェラーズの娘、ジョーン・ボーフォートの初婚時に生まれた次女）と結婚した。
- エリザベス・ネヴィル - 修道女
- アン・ネヴィル - サー・ギルバート・アンフレヴィルと結婚している。
- マーガレット・ネヴィル（? - 1465年） - 最初にスクロープ・オブ・ボルトン男爵リチャード・スクロープと結婚し、次にウィリアム・クレッソナーと結婚した。
- アナスタシア・ネヴィル

ジョーン・ボーフォートとの間には14人の子供がいた。
- キャサリン・ネヴィル - 1411年1月12日に第2代ノーフォーク公ジョン・モウブレーと結婚し、次にサー・トマス・ストレンジウェイズと結婚。3回目はボーモント子爵ジョン・ボーモントと、4回目はサー・ジョン・ウッドヴィル（イングランド王妃エリザベス・ウッドヴィル弟）と結婚した。
- エレノア・ネヴィル（? - 1472年） - 最初ブルクハーシュ男爵リチャード・ル・デスペンサーと結婚し、次にノーサンバランド伯ヘンリー・パーシーと結婚した。
- リチャード・ネヴィル（1400年 - 1460年） - ソールズベリー伯
- ロバート・ネヴィル（? - 1457年） - ダラム司教
- ウィリアム・ネヴィル（? - 1463年） - ケント伯
- エドワード・ネヴィル（? - 1476年） - バーガヴェニー男爵、初めウスター伯リチャード・ド・ビーチャムの娘エリザベスと結婚、次に初代ノーフォーク公ジョン・ハワードの妹キャサリンと結婚。
- アン・ネヴィル（1411年頃 - 1480年) - バッキンガム公ハンフリー・スタフォードと結婚、次にマウントジョイ男爵ウォルター・ブロント（1474年没）と結婚。
- セシリー・ネヴィル（1415年 - 1495年） - ヨーク公リチャードと結婚し、エドワード4世、リチャード3世らを儲けた。
- ジョージ・ネヴィル（? - 1469年） - ラティマー男爵、ウォリック伯リチャード・ド・ビーチャムの娘エリザベスと結婚。
- ジョン・ネヴィル - 早逝
- カスバート・ネヴィル - 早逝
- トマス・ネヴィル - 早逝
- ヘンリー・ネヴィル - 早逝
- ジョーン・ネヴィル - 修道女

ネヴィル家はラルフとリチャードの2代で多くの貴族と姻戚関係を結んだが、後の薔薇戦争ではそれぞれが敵味方に分かれ、戦争を繰り返した。子孫の内、エレノア、リチャードとセシリーの子孫がパーシー家、スタンリー家やイングランド王家と結び、現在に至る。

## 系図
|                                       |                                       |                                       |                                       |                                       |                                       |  |  |                                       |                                       |                                       |                                       |                                             |                                             |                                             |                                             |                                             |                                             |                                         |                                         |                                         |                                         |                  |                  |                                           |                                           |                                           |                                           |                                           |                                           |                            |                            |                                       |                                       |                                       |                                       |                                       |                                       |                                       |                                       |                                       |                                       |                                       |                                       |                |                |  |  |                                       |                                       |                                       |                                       |                                       |                                       |  |  |
|                                       |                                       |                                       |                                       |                                       |                                       |  |  |                                       |                                       |                                       |                                       |                                             |                                             |                                             |                                             |                                             |                                             |                                         |                                         |                                         |                                         |                  |                  |                                           |                                           |                                           |                                           |                                           |                                           |                            |                            |                                       |                                       |                                       |                                       |                                       |                                       |                                       |                                       |                                       |                                       |                                       |                                       |                |                |  |  |                                       |                                       |                                       |                                       |                                       |                                       |  |  |
|                                       |                                       |                                       |                                       |                                       |                                       |  |  |                                       |                                       |                                       |                                       | ジョン・ネヴィル ネヴィル・ドゥ・レビー男爵 | ジョン・ネヴィル ネヴィル・ドゥ・レビー男爵 | ジョン・ネヴィル ネヴィル・ドゥ・レビー男爵 | ジョン・ネヴィル ネヴィル・ドゥ・レビー男爵 | ジョン・ネヴィル ネヴィル・ドゥ・レビー男爵 | ジョン・ネヴィル ネヴィル・ドゥ・レビー男爵 |                                         |                                         | モード・パーシー                        | モード・パーシー                        | モード・パーシー | モード・パーシー | モード・パーシー                          | モード・パーシー                          |                                           |                                           |                                           |                                           |                            |                            |                                       |                                       |                                       |                                       |                                       |                                       | エドマンド・オブ・ラングリー ヨーク公 | エドマンド・オブ・ラングリー ヨーク公 | エドマンド・オブ・ラングリー ヨーク公 | エドマンド・オブ・ラングリー ヨーク公 | エドマンド・オブ・ラングリー ヨーク公 | エドマンド・オブ・ラングリー ヨーク公 |                |                |  |  | ジョン・オブ・ゴーント ランカスター公 | ジョン・オブ・ゴーント ランカスター公 | ジョン・オブ・ゴーント ランカスター公 | ジョン・オブ・ゴーント ランカスター公 | ジョン・オブ・ゴーント ランカスター公 | ジョン・オブ・ゴーント ランカスター公 |  |  |
|                                       |                                       |                                       |                                       |                                       |                                       |  |  |                                       |                                       |                                       |                                       | ジョン・ネヴィル ネヴィル・ドゥ・レビー男爵 | ジョン・ネヴィル ネヴィル・ドゥ・レビー男爵 | ジョン・ネヴィル ネヴィル・ドゥ・レビー男爵 | ジョン・ネヴィル ネヴィル・ドゥ・レビー男爵 | ジョン・ネヴィル ネヴィル・ドゥ・レビー男爵 | ジョン・ネヴィル ネヴィル・ドゥ・レビー男爵 |                                         |                                         | モード・パーシー                        | モード・パーシー                        | モード・パーシー | モード・パーシー | モード・パーシー                          | モード・パーシー                          |                                           |                                           |                                           |                                           |                            |                            |                                       |                                       |                                       |                                       |                                       |                                       | エドマンド・オブ・ラングリー ヨーク公 | エドマンド・オブ・ラングリー ヨーク公 | エドマンド・オブ・ラングリー ヨーク公 | エドマンド・オブ・ラングリー ヨーク公 | エドマンド・オブ・ラングリー ヨーク公 | エドマンド・オブ・ラングリー ヨーク公 |                |                |  |  | ジョン・オブ・ゴーント ランカスター公 | ジョン・オブ・ゴーント ランカスター公 | ジョン・オブ・ゴーント ランカスター公 | ジョン・オブ・ゴーント ランカスター公 | ジョン・オブ・ゴーント ランカスター公 | ジョン・オブ・ゴーント ランカスター公 |  |  |
|                                       |                                       |                                       |                                       |                                       |                                       |  |  |                                       |                                       |                                       |                                       |                                             |                                             |                                             |                                             |                                             |                                             |                                         |                                         |                                         |                                         |                  |                  |                                           |                                           |                                           |                                           |                                           |                                           |                            |                            |                                       |                                       |                                       |                                       |                                       |                                       |                                       |                                       |                                       |                                       |                                       |                                       |                |                |  |  |                                       |                                       |                                       |                                       |                                       |                                       |  |  |
|                                       |                                       |                                       |                                       |                                       |                                       |  |  |                                       |                                       |                                       |                                       |                                             |                                             |                                             |                                             |                                             |                                             |                                         |                                         |                                         |                                         |                  |                  |                                           |                                           |                                           |                                           |                                           |                                           |                            |                            |                                       |                                       |                                       |                                       |                                       |                                       |                                       |                                       |                                       |                                       |                                       |                                       |                |                |  |  |                                       |                                       |                                       |                                       |                                       |                                       |  |  |
| トマス・モンタギュー ソールズベリー伯 | トマス・モンタギュー ソールズベリー伯 | トマス・モンタギュー ソールズベリー伯 | トマス・モンタギュー ソールズベリー伯 | トマス・モンタギュー ソールズベリー伯 | トマス・モンタギュー ソールズベリー伯 |  |  |                                       |                                       |                                       |                                       |                                             |                                             |                                             |                                             | ラルフ・ネヴィル ウェストモーランド伯       | ラルフ・ネヴィル ウェストモーランド伯       | ラルフ・ネヴィル ウェストモーランド伯   | ラルフ・ネヴィル ウェストモーランド伯   | ラルフ・ネヴィル ウェストモーランド伯   | ラルフ・ネヴィル ウェストモーランド伯   |                  |                  | ジョーン・ボーフォート                    | ジョーン・ボーフォート                    | ジョーン・ボーフォート                    | ジョーン・ボーフォート                    | ジョーン・ボーフォート                    | ジョーン・ボーフォート                    |                            |                            |                                       |                                       |                                       |                                       |                                       |                                       |                                       |                                       |                                       |                                       |                                       |                                       |                |                |  |  | ヘンリー4世                           | ヘンリー4世                           | ヘンリー4世                           | ヘンリー4世                           | ヘンリー4世                           | ヘンリー4世                           |  |  |
| トマス・モンタギュー ソールズベリー伯 | トマス・モンタギュー ソールズベリー伯 | トマス・モンタギュー ソールズベリー伯 | トマス・モンタギュー ソールズベリー伯 | トマス・モンタギュー ソールズベリー伯 | トマス・モンタギュー ソールズベリー伯 |  |  |                                       |                                       |                                       |                                       |                                             |                                             |                                             |                                             | ラルフ・ネヴィル ウェストモーランド伯       | ラルフ・ネヴィル ウェストモーランド伯       | ラルフ・ネヴィル ウェストモーランド伯   | ラルフ・ネヴィル ウェストモーランド伯   | ラルフ・ネヴィル ウェストモーランド伯   | ラルフ・ネヴィル ウェストモーランド伯   |                  |                  | ジョーン・ボーフォート                    | ジョーン・ボーフォート                    | ジョーン・ボーフォート                    | ジョーン・ボーフォート                    | ジョーン・ボーフォート                    | ジョーン・ボーフォート                    |                            |                            |                                       |                                       |                                       |                                       |                                       |                                       |                                       |                                       |                                       |                                       |                                       |                                       |                |                |  |  | ヘンリー4世                           | ヘンリー4世                           | ヘンリー4世                           | ヘンリー4世                           | ヘンリー4世                           | ヘンリー4世                           |  |  |
|                                       |                                       |                                       |                                       |                                       |                                       |  |  |                                       |                                       |                                       |                                       |                                             |                                             |                                             |                                             |                                             |                                             |                                         |                                         |                                         |                                         |                  |                  |                                           |                                           |                                           |                                           |                                           |                                           |                            |                            |                                       |                                       |                                       |                                       |                                       |                                       |                                       |                                       |                                       |                                       |                                       |                                       |                |                |  |  |                                       |                                       |                                       |                                       |                                       |                                       |  |  |
|                                       |                                       |                                       |                                       |                                       |                                       |  |  |                                       |                                       |                                       |                                       |                                             |                                             |                                             |                                             |                                             |                                             |                                         |                                         |                                         |                                         |                  |                  |                                           |                                           |                                           |                                           |                                           |                                           |                            |                            |                                       |                                       |                                       |                                       |                                       |                                       |                                       |                                       |                                       |                                       |                                       |                                       |                |                |  |  |                                       |                                       |                                       |                                       |                                       |                                       |  |  |
| アリス・モンタギュー                  | アリス・モンタギュー                  | アリス・モンタギュー                  | アリス・モンタギュー                  | アリス・モンタギュー                  | アリス・モンタギュー                  |  |  | リチャード・ネヴィル ソールズベリー伯 | リチャード・ネヴィル ソールズベリー伯 | リチャード・ネヴィル ソールズベリー伯 | リチャード・ネヴィル ソールズベリー伯 | リチャード・ネヴィル ソールズベリー伯       | リチャード・ネヴィル ソールズベリー伯       |                                             |                                             | ウィリアム・ネヴィル ケント伯               | ウィリアム・ネヴィル ケント伯               | ウィリアム・ネヴィル ケント伯           | ウィリアム・ネヴィル ケント伯           | ウィリアム・ネヴィル ケント伯           | ウィリアム・ネヴィル ケント伯           |                  |                  |                                           |                                           |                                           |                                           |                                           |                                           | コンスタンス・オブ・ヨーク | コンスタンス・オブ・ヨーク | コンスタンス・オブ・ヨーク            | コンスタンス・オブ・ヨーク            | コンスタンス・オブ・ヨーク            | コンスタンス・オブ・ヨーク            |                                       |                                       | リチャード・オブ・コニスバラ          | リチャード・オブ・コニスバラ          | リチャード・オブ・コニスバラ          | リチャード・オブ・コニスバラ          | リチャード・オブ・コニスバラ          | リチャード・オブ・コニスバラ          |                |                |  |  | ヘンリー5世                           | ヘンリー5世                           | ヘンリー5世                           | ヘンリー5世                           | ヘンリー5世                           | ヘンリー5世                           |  |  |
| アリス・モンタギュー                  | アリス・モンタギュー                  | アリス・モンタギュー                  | アリス・モンタギュー                  | アリス・モンタギュー                  | アリス・モンタギュー                  |  |  | リチャード・ネヴィル ソールズベリー伯 | リチャード・ネヴィル ソールズベリー伯 | リチャード・ネヴィル ソールズベリー伯 | リチャード・ネヴィル ソールズベリー伯 | リチャード・ネヴィル ソールズベリー伯       | リチャード・ネヴィル ソールズベリー伯       |                                             |                                             | ウィリアム・ネヴィル ケント伯               | ウィリアム・ネヴィル ケント伯               | ウィリアム・ネヴィル ケント伯           | ウィリアム・ネヴィル ケント伯           | ウィリアム・ネヴィル ケント伯           | ウィリアム・ネヴィル ケント伯           |                  |                  |                                           |                                           |                                           |                                           |                                           |                                           | コンスタンス・オブ・ヨーク | コンスタンス・オブ・ヨーク | コンスタンス・オブ・ヨーク            | コンスタンス・オブ・ヨーク            | コンスタンス・オブ・ヨーク            | コンスタンス・オブ・ヨーク            |                                       |                                       | リチャード・オブ・コニスバラ          | リチャード・オブ・コニスバラ          | リチャード・オブ・コニスバラ          | リチャード・オブ・コニスバラ          | リチャード・オブ・コニスバラ          | リチャード・オブ・コニスバラ          |                |                |  |  | ヘンリー5世                           | ヘンリー5世                           | ヘンリー5世                           | ヘンリー5世                           | ヘンリー5世                           | ヘンリー5世                           |  |  |
|                                       |                                       |                                       |                                       |                                       |                                       |  |  |                                       |                                       |                                       |                                       |                                             |                                             |                                             |                                             |                                             |                                             |                                         |                                         |                                         |                                         |                  |                  |                                           |                                           |                                           |                                           |                                           |                                           |                            |                            |                                       |                                       |                                       |                                       |                                       |                                       |                                       |                                       |                                       |                                       |                                       |                                       |                |                |  |  |                                       |                                       |                                       |                                       |                                       |                                       |  |  |
|                                       |                                       |                                       |                                       |                                       |                                       |  |  |                                       |                                       |                                       |                                       |                                             |                                             |                                             |                                             |                                             |                                             |                                         |                                         |                                         |                                         |                  |                  |                                           |                                           |                                           |                                           |                                           |                                           |                            |                            |                                       |                                       |                                       |                                       |                                       |                                       |                                       |                                       |                                       |                                       |                                       |                                       |                |                |  |  |                                       |                                       |                                       |                                       |                                       |                                       |  |  |
| ジョン・ネヴィル モンターギュ侯       | ジョン・ネヴィル モンターギュ侯       | ジョン・ネヴィル モンターギュ侯       | ジョン・ネヴィル モンターギュ侯       | ジョン・ネヴィル モンターギュ侯       | ジョン・ネヴィル モンターギュ侯       |  |  | リチャード・ネヴィル ウォリック伯     | リチャード・ネヴィル ウォリック伯     | リチャード・ネヴィル ウォリック伯     | リチャード・ネヴィル ウォリック伯     | リチャード・ネヴィル ウォリック伯           | リチャード・ネヴィル ウォリック伯           |                                             |                                             | アン・ビーチャム ウォリック女伯             | アン・ビーチャム ウォリック女伯             | アン・ビーチャム ウォリック女伯         | アン・ビーチャム ウォリック女伯         | アン・ビーチャム ウォリック女伯         | アン・ビーチャム ウォリック女伯         |                  |                  | セシリー・ネヴィル                        | セシリー・ネヴィル                        | セシリー・ネヴィル                        | セシリー・ネヴィル                        | セシリー・ネヴィル                        | セシリー・ネヴィル                        |                            |                            | リチャード・プランタジネット ヨーク公 | リチャード・プランタジネット ヨーク公 | リチャード・プランタジネット ヨーク公 | リチャード・プランタジネット ヨーク公 | リチャード・プランタジネット ヨーク公 | リチャード・プランタジネット ヨーク公 |                                       |                                       |                                       |                                       |                                       |                                       |                |                |  |  | ヘンリー6世                           | ヘンリー6世                           | ヘンリー6世                           | ヘンリー6世                           | ヘンリー6世                           | ヘンリー6世                           |  |  |
| ジョン・ネヴィル モンターギュ侯       | ジョン・ネヴィル モンターギュ侯       | ジョン・ネヴィル モンターギュ侯       | ジョン・ネヴィル モンターギュ侯       | ジョン・ネヴィル モンターギュ侯       | ジョン・ネヴィル モンターギュ侯       |  |  | リチャード・ネヴィル ウォリック伯     | リチャード・ネヴィル ウォリック伯     | リチャード・ネヴィル ウォリック伯     | リチャード・ネヴィル ウォリック伯     | リチャード・ネヴィル ウォリック伯           | リチャード・ネヴィル ウォリック伯           |                                             |                                             | アン・ビーチャム ウォリック女伯             | アン・ビーチャム ウォリック女伯             | アン・ビーチャム ウォリック女伯         | アン・ビーチャム ウォリック女伯         | アン・ビーチャム ウォリック女伯         | アン・ビーチャム ウォリック女伯         |                  |                  | セシリー・ネヴィル                        | セシリー・ネヴィル                        | セシリー・ネヴィル                        | セシリー・ネヴィル                        | セシリー・ネヴィル                        | セシリー・ネヴィル                        |                            |                            | リチャード・プランタジネット ヨーク公 | リチャード・プランタジネット ヨーク公 | リチャード・プランタジネット ヨーク公 | リチャード・プランタジネット ヨーク公 | リチャード・プランタジネット ヨーク公 | リチャード・プランタジネット ヨーク公 |                                       |                                       |                                       |                                       |                                       |                                       |                |                |  |  | ヘンリー6世                           | ヘンリー6世                           | ヘンリー6世                           | ヘンリー6世                           | ヘンリー6世                           | ヘンリー6世                           |  |  |
|                                       |                                       |                                       |                                       |                                       |                                       |  |  |                                       |                                       |                                       |                                       |                                             |                                             |                                             |                                             |                                             |                                             |                                         |                                         |                                         |                                         |                  |                  |                                           |                                           |                                           |                                           |                                           |                                           |                            |                            |                                       |                                       |                                       |                                       |                                       |                                       |                                       |                                       |                                       |                                       |                                       |                                       |                |                |  |  |                                       |                                       |                                       |                                       |                                       |                                       |  |  |
|                                       |                                       |                                       |                                       |                                       |                                       |  |  |                                       |                                       |                                       |                                       |                                             |                                             |                                             |                                             |                                             |                                             |                                         |                                         |                                         |                                         |                  |                  |                                           |                                           |                                           |                                           |                                           |                                           |                            |                            |                                       |                                       |                                       |                                       |                                       |                                       |                                       |                                       |                                       |                                       |                                       |                                       |                |                |  |  |                                       |                                       |                                       |                                       |                                       |                                       |  |  |
|                                       |                                       |                                       |                                       |                                       |                                       |  |  |                                       |                                       |                                       |                                       |                                             |                                             |                                             |                                             |                                             |                                             |                                         |                                         |                                         |                                         |                  |                  |                                           |                                           |                                           |                                           |                                           |                                           |                            |                            |                                       |                                       |                                       |                                       |                                       |                                       |                                       |                                       |                                       |                                       |                                       |                                       |                |                |  |  |                                       |                                       |                                       |                                       |                                       |                                       |  |  |
|                                       |                                       |                                       |                                       |                                       |                                       |  |  |                                       |                                       |                                       |                                       |                                             |                                             |                                             |                                             |                                             |                                             |                                         |                                         |                                         |                                         |                  |                  |                                           |                                           |                                           |                                           |                                           |                                           |                            |                            |                                       |                                       |                                       |                                       |                                       |                                       |                                       |                                       |                                       |                                       |                                       |                                       |                |                |  |  |                                       |                                       |                                       |                                       |                                       |                                       |  |  |
| ジョージ・ネヴィル ベッドフォード公   | ジョージ・ネヴィル ベッドフォード公   | ジョージ・ネヴィル ベッドフォード公   | ジョージ・ネヴィル ベッドフォード公   | ジョージ・ネヴィル ベッドフォード公   | ジョージ・ネヴィル ベッドフォード公   |  |  | エドワード4世                         | エドワード4世                         | エドワード4世                         | エドワード4世                         | エドワード4世                               | エドワード4世                               |                                             |                                             | ジョージ・プランタジネット クラレンス公     | ジョージ・プランタジネット クラレンス公     | ジョージ・プランタジネット クラレンス公 | ジョージ・プランタジネット クラレンス公 | ジョージ・プランタジネット クラレンス公 | ジョージ・プランタジネット クラレンス公 |                  |                  | イザベル・ネヴィル                        | イザベル・ネヴィル                        | イザベル・ネヴィル                        | イザベル・ネヴィル                        | イザベル・ネヴィル                        | イザベル・ネヴィル                        |                            |                            | リチャード3世                         | リチャード3世                         | リチャード3世                         | リチャード3世                         | リチャード3世                         | リチャード3世                         |                                       |                                       | アン・ネヴィル                        | アン・ネヴィル                        | アン・ネヴィル                        | アン・ネヴィル                        | アン・ネヴィル | アン・ネヴィル |  |  | エドワード・オブ・ウェストミンスター  | エドワード・オブ・ウェストミンスター  | エドワード・オブ・ウェストミンスター  | エドワード・オブ・ウェストミンスター  | エドワード・オブ・ウェストミンスター  | エドワード・オブ・ウェストミンスター  |  |  |
| ジョージ・ネヴィル ベッドフォード公   | ジョージ・ネヴィル ベッドフォード公   | ジョージ・ネヴィル ベッドフォード公   | ジョージ・ネヴィル ベッドフォード公   | ジョージ・ネヴィル ベッドフォード公   | ジョージ・ネヴィル ベッドフォード公   |  |  | エドワード4世                         | エドワード4世                         | エドワード4世                         | エドワード4世                         | エドワード4世                               | エドワード4世                               |                                             |                                             | ジョージ・プランタジネット クラレンス公     | ジョージ・プランタジネット クラレンス公     | ジョージ・プランタジネット クラレンス公 | ジョージ・プランタジネット クラレンス公 | ジョージ・プランタジネット クラレンス公 | ジョージ・プランタジネット クラレンス公 |                  |                  | イザベル・ネヴィル                        | イザベル・ネヴィル                        | イザベル・ネヴィル                        | イザベル・ネヴィル                        | イザベル・ネヴィル                        | イザベル・ネヴィル                        |                            |                            | リチャード3世                         | リチャード3世                         | リチャード3世                         | リチャード3世                         | リチャード3世                         | リチャード3世                         |                                       |                                       | アン・ネヴィル                        | アン・ネヴィル                        | アン・ネヴィル                        | アン・ネヴィル                        | アン・ネヴィル | アン・ネヴィル |  |  | エドワード・オブ・ウェストミンスター  | エドワード・オブ・ウェストミンスター  | エドワード・オブ・ウェストミンスター  | エドワード・オブ・ウェストミンスター  | エドワード・オブ・ウェストミンスター  | エドワード・オブ・ウェストミンスター  |  |  |
|                                       |                                       |                                       |                                       |                                       |                                       |  |  |                                       |                                       |                                       |                                       |                                             |                                             |                                             |                                             |                                             |                                             |                                         |                                         |                                         |                                         |                  |                  |                                           |                                           |                                           |                                           |                                           |                                           |                            |                            |                                       |                                       |                                       |                                       |                                       |                                       |                                       |                                       |                                       |                                       |                                       |                                       |                |                |  |  |                                       |                                       |                                       |                                       |                                       |                                       |  |  |
|                                       |                                       |                                       |                                       |                                       |                                       |  |  |                                       |                                       |                                       |                                       |                                             |                                             |                                             |                                             |                                             |                                             |                                         |                                         |                                         |                                         |                  |                  |                                           |                                           |                                           |                                           |                                           |                                           |                            |                            |                                       |                                       |                                       |                                       |                                       |                                       |                                       |                                       |                                       |                                       |                                       |                                       |                |                |  |  |                                       |                                       |                                       |                                       |                                       |                                       |  |  |
| エリザベス・オブ・ヨーク              | エリザベス・オブ・ヨーク              | エリザベス・オブ・ヨーク              | エリザベス・オブ・ヨーク              | エリザベス・オブ・ヨーク              | エリザベス・オブ・ヨーク              |  |  | エドワード5世                         | エドワード5世                         | エドワード5世                         | エドワード5世                         | エドワード5世                               | エドワード5世                               |                                             |                                             | マーガレット・ポール                        | マーガレット・ポール                        | マーガレット・ポール                    | マーガレット・ポール                    | マーガレット・ポール                    | マーガレット・ポール                    |                  |                  | エドワード・プランタジネット ウォリック伯 | エドワード・プランタジネット ウォリック伯 | エドワード・プランタジネット ウォリック伯 | エドワード・プランタジネット ウォリック伯 | エドワード・プランタジネット ウォリック伯 | エドワード・プランタジネット ウォリック伯 |                            |                            |                                       |                                       |                                       |                                       | エドワード・オブ・ミドルハム          | エドワード・オブ・ミドルハム          | エドワード・オブ・ミドルハム          | エドワード・オブ・ミドルハム          | エドワード・オブ・ミドルハム          | エドワード・オブ・ミドルハム          |                                       |                                       |                |                |  |  |                                       |                                       |                                       |                                       |                                       |                                       |  |  |